# Eustácio Argiro (almirante)
Eustácio [Argiro] (em grego: Εὐστάθιος [Ἀργυρός]; romaniz.: Eùstáthios [Argyrós]) foi um almirante bizantino do séculos IX e X, ativo durante o reinado do imperador Leão VI, o Sábio (r. 886–912). Foi citado em 902, quando supostamente teria falhado em auxiliar Taormina, na Sicília, que estava sendo sitiada pelos sarracenos. Seria condenado por tradição ao retornar para Constantinopla e quase foi executado, sendo salvo pelo patriarca Nicolau I Místico. Serviu no Mosteiro de Estúdio pelos ano seguintes, até ser reconvocado em 904 para lidar com uma frota sarracena liderada por Leão de Trípoli, mas hesitou em enfrentá-lo e foi substituído por Himério

## Biografia

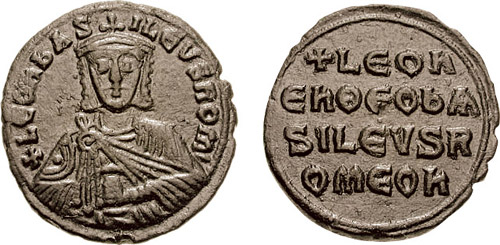
Fólis de r.

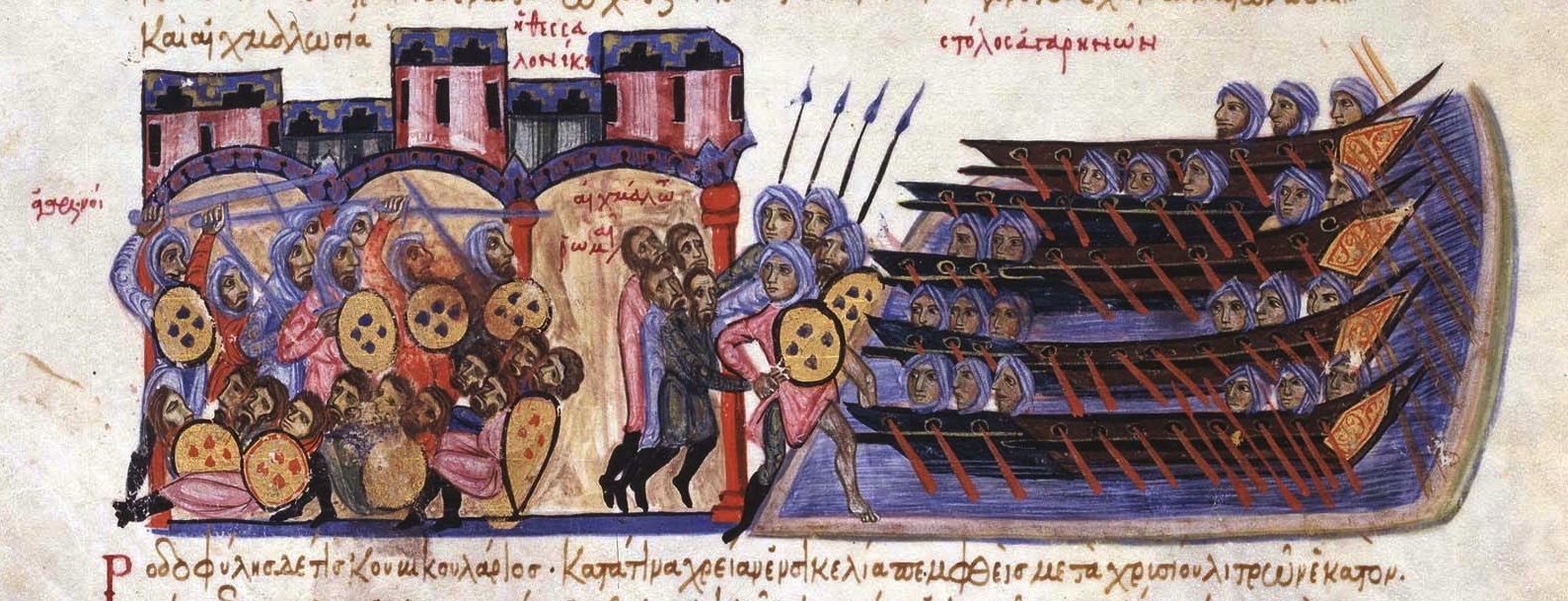
Saque de Salonica segundo iluminura no Escilitzes de Madri

Aparece pela primeira vez durante a eclosão da guerra contra a Bulgária em 894, sob o comando geral de Nicéforo Focas, o Velho. Na época, já era patrício e comandante da frota imperial (drungário da frota) e foi enviado para o Danúbio para atravessar de barco os aliados magiares e colocar pressão na Bulgária pela retaguarda; a estratégia funcionou, e o tsar búlgaro Simeão I (r. 893–927) pediu paz. Tão logo quando os bizantinos se retiraram para as negociações ocorrerem, contudo, Simeão fez os magiares se retirarem e renovou a guerra com o Império Bizantino.
Em 902, o imperador Leão VI, o Sábio (r. 886–912) enviou uma frota sob Eustácio para ajudar Taormina, na Sicília, que estava sendo sitiada pelos árabes. A cidade caiu em 1 de agosto de 902, e em seu retorno para Constantinopla, Eustácio e o comandante da guarnição da cidade, Constantino Caramalo, foram acusados pelo comandante Miguel Caractos de extrema negligência e mesmo traição. Ambos enfrentaram a execução, mas foram salvos pela intervenção do patriarca Nicolau I Místico. Eustácio foi confinado no Mosteiro de Estúdio. A natureza da "traição" de Eustácio é incerta nas fontes, e o episódio todo é complicado pelo fato de que nenhuma fonte explicitamente menciona sua presença na Sicília ou sul da Itália. Estudioso modernos assumem que a partida da frota foi fatalmente atrasada, talvez, como Teófanes Continuado alega, pois o imperador empregou seus marinheiros na construção eclesiástica.
De todo modo, o fracasso de Eustácio não pode ter sido muito severo, pois apenas dois anos depois, em 904, ele reaparece como comandante da frota. Ele foi novamente encarregado com o comando da frota contra a frota sarracena de Leão de Trípoli, mas hesitou lutar com ele, e mesmo permitiu que os sarracenos entrassem no Helesponto, a pouca distância de Constantinopla. Leão substituiu-o por Himério, mas ele também foi incapaz de opor-se efetivamente aos sarracenos, que saquearam a segunda maior cidade do império, Salonica.

## Identidade
Alguns estudiosos modernos como R. J. H. Jenkins (The 'Flight' of Samonas), R. H. Dolley (The Lord High Admiral Eustathios Argyros and the betrayal of Taormina to the African Arabs in 902) e Ekkehard Eickhoff (Seekrieg und Seepolitik zwischen Islam und Abendland) associam Eustácio com o general homônimo contemporâneo, principalmente devido a referência pelo historiador do século XI João Escilitzes que Argiro prosseguiu uma carreira no exército, bem como na marinha. A identificação é rejeitada por J.-F. Vannier (Familles byzantines: les Argyroi (IXe–XIIe siècles)) e R. Guilland (Recherches sur les institutions byzantines). Além disso, ao almirante é dado o sobrenome "Argiro" em alguns trabalhos modernos que distinguem-o do general, enquanto outros rejeitam totalmente o sobrenome. Segundo a Prosopographie der mittelbyzantinischen Zeit, "uma decisão definitiva já não pode ser feita", e o principal argumento para serem pessoas diferentes está na incompatibilidade de suas carreiras: o almirante Eustácio também experimentou uma carreira tumultuada com acusações de traição, reabilitação e desgraça renovada, e é improvável seria novamente confiado a tal home postos seniores.